# Controvento (Arisa)
Controvento è un singolo della cantante italiana Arisa, pubblicato il 18 febbraio 2014 come primo estratto dal quarto album in studio Se vedo te.
La canzone vinse la 64ª edizione del Festival di Sanremo.

## Descrizione
Il brano, scritto da Giuseppe Anastasi, fu presentato da Arisa in occasione della 64ª edizione del Festival di Sanremo, segnando la quarta partecipazione della cantante alla kermesse in qualità di concorrente.
Controvento venne eseguito durante la prima serata del Festival nella categoria "Campioni". La canzone, sfidandosi contro il secondo inedito portato dall'artista, Lentamente (Il primo che passa), passò il turno della votazione combinata tra giuria e televoto, ottenendo il 64% delle preferenze: il regolamento di quell'anno infatti prevedeva che ogni artista proponesse in gara due canzoni. Nell'ultima serata della manifestazione Controvento ottenne il primo posto, permettendo ad Arisa di conquistare la sua seconda vittoria nell'ambito della kermesse, dopo aver già trionfato fra le "Nuove Proposte" nel 2009 con Sincerità.
A proposito del significato del brano, la cantante aveva dichiarato:

## Video musicale
Il videoclip del singolo, diretto da Ivana Smudja, fu pubblicato su YouTube dal canale della Warner Music Italy il 18 febbraio 2014.

## Successo commerciale
Controvento debuttò in vetta alla Top Singoli, mantenendo la sua permanenza al primo posto della classifica per due settimane consecutive e dimostrandosi il terzo numero uno della cantante dopo Sincerità e La notte. A distanza di dieci settimane dalla pubblicazione, il singolo fu certificato disco d'oro dalla FIMI per le oltre 25 000 copie vendute, mentre sette settimane più tardi venne certificato  disco di platino per aver superato il traguardo delle 50 000 copie vendute.
Nel corso dell'anno Arisa ricevette anche il limone d'oro durante il Radionorba Battiti Live a Bari il 28 luglio 2014.

## Controversie
A seguito della vittoria del Festival di Sanremo, Red Ronnie sostenne che la canzone Controvento fosse un plagio di Entra nel cuore di Micol Barsanti; il popolare conduttore affermava che l'intro del pezzo fosse praticamente identico a quello della cantante lucana. La stessa Barsanti, tuttavia, successivamente dichiarò di non aver mai parlato di plagio e che le due canzoni differissero completamente per melodia e armonia ma che l'arrangiamento dell'introduzione dei due brani fosse molto simile.

## Tracce
Testi e musiche di Anastasi; edizioni musicali Warner Music Italia Srl, Pipshow e Giuro Srl.
1. Controvento – 3:39

## Classifiche

### Classifiche settimanali
| Classifica (2014) | Posizione massima |
| ----------------- | ----------------- |
| Italia            | 1                 |
| Svizzera          | 48                |

### Classifiche di fine anno
| Classifica (2014) | Posizione |
| ----------------- | --------- |
| Italia            | 38        |